# كأس السوبر الإيطالي 1989
كأس السوبر الإيطالي 1989 (بالإيطالية: Supercoppa italiana 1989)‏ هو موسم من كأس السوبر الإيطالي. أقيم بتاريخ 1989، وفاز فيه نادي إنتر ميلانو.